# John Campbell (3. hrabia Breadalbane i Holland)
John Campbell GCB (ur. 10 marca 1696 w Londynie, zm. 26 stycznia 1782 w Edynburgu) - szkocki arystokrata (3. hrabia Breadalbane i Holland) i brytyjski dyplomata. 
Od roku 1718 poseł (envoy) brytyjski w Danii, w latach 1720-1729 ambasador W. Brytanii w Danii, a w latach   1731-1739 w Rosji.
W elekcjach parlamentarnych był wybierany z okręgów Saltash (1727 i 1734) i z  Oksfordu (1741).
Od roku 1752 nosił tytuł Lorda Glenorchy.